# Anoura luismanueli
Anoura luismanueli is een zoogdier uit de familie van de bladneusvleermuizen van de Nieuwe Wereld (Phyllostomidae). De wetenschappelijke naam van de soort werd voor het eerst geldig gepubliceerd door Molinari in 1994.

## Voorkomen
De soort komt voor in Colombia en Venezuela.